# FK Rostov
Nogometni klub Rostov (rusko: Футбольный клуб „Ростов“) ali na kratko Rostov je ruski nogometni klub iz mesta Rostov na Donu. Ustanovljen je bil 10. maja 1930 kot Selmašstroj, a se po večkratnem preimenovanju nato ustalil pri sedanjem imenu. Trenutno igra v prvi ruski nogometni ligi.
Rostov je večji del zgodovine igral v 1. ruski ligi. Od 90. let 20. stoletja naprej je imel relegacijo v nižjo ligo le v letih 1993 in 2007. V državnih tekmovanjih je dosegel naziv prvaka ruske državne nogometne lige (leta 2008) ter ruskega pokala (leta 2014). Bil pa je tudi podprvak obeh tekmovanj (1994; 2003), državni podprvak (v sezoni 2015/16) in podprvak ruskega superpokala (2014). V evropskih tekmovanjih pa se je dvakrat uvrstil v Pokal Intertoto (1999, 2000) in dvakrat v Evropsko ligo (2014/15, 2016/17). Največji dosedanji evropski dosežek pa je uvrstitev v Ligo prvakov leta 2016. Tam je v skupini z Atléticom, Bayernom in PSV-jem končal kot tretji (1 zmaga, 2 remija, 3 porazi).
Domači klub Rostova je Olimp-2, ki sprejme 15.840 gledalcev. Barva dresov je rumena. Nadimek nogometašev je Selmaši.